# Сулеймановский сельсовет (Пензенская область)
Сулеймановский сельсовет — сельское поселение в Неверкинском районе Пензенской области Российской Федерации.
Административный центр — село Сулеймановка.

## История
Статус и границы сельского поселения установлены Законом Пензенской области от 2 ноября 2004 года № 690-ЗПО «О границах муниципальных образований Пензенской области».

## Население
| 2010 | 2012 | 2013 | 2014 | 2015 | 2016 | 2017 |
| ---- | ---- | ---- | ---- | ---- | ---- | ---- |
| 412  | ↘394 | ↘384 | ↘367 | ↘348 | ↘333 | ↘323 |
| 2018 | 2021 |      |      |      |      |      |
| ↘313 | ↘263 |      |      |      |      |      |

## Состав сельского поселения
| № | Населённый пункт | Тип населённого пункта       | Население |
| - | ---------------- | ---------------------------- | --------- |
| 1 | Камышлейка       | село                         | ↘0        |
| 2 | Сулеймановка     | село, административный центр | ↘409      |